# Jiandao

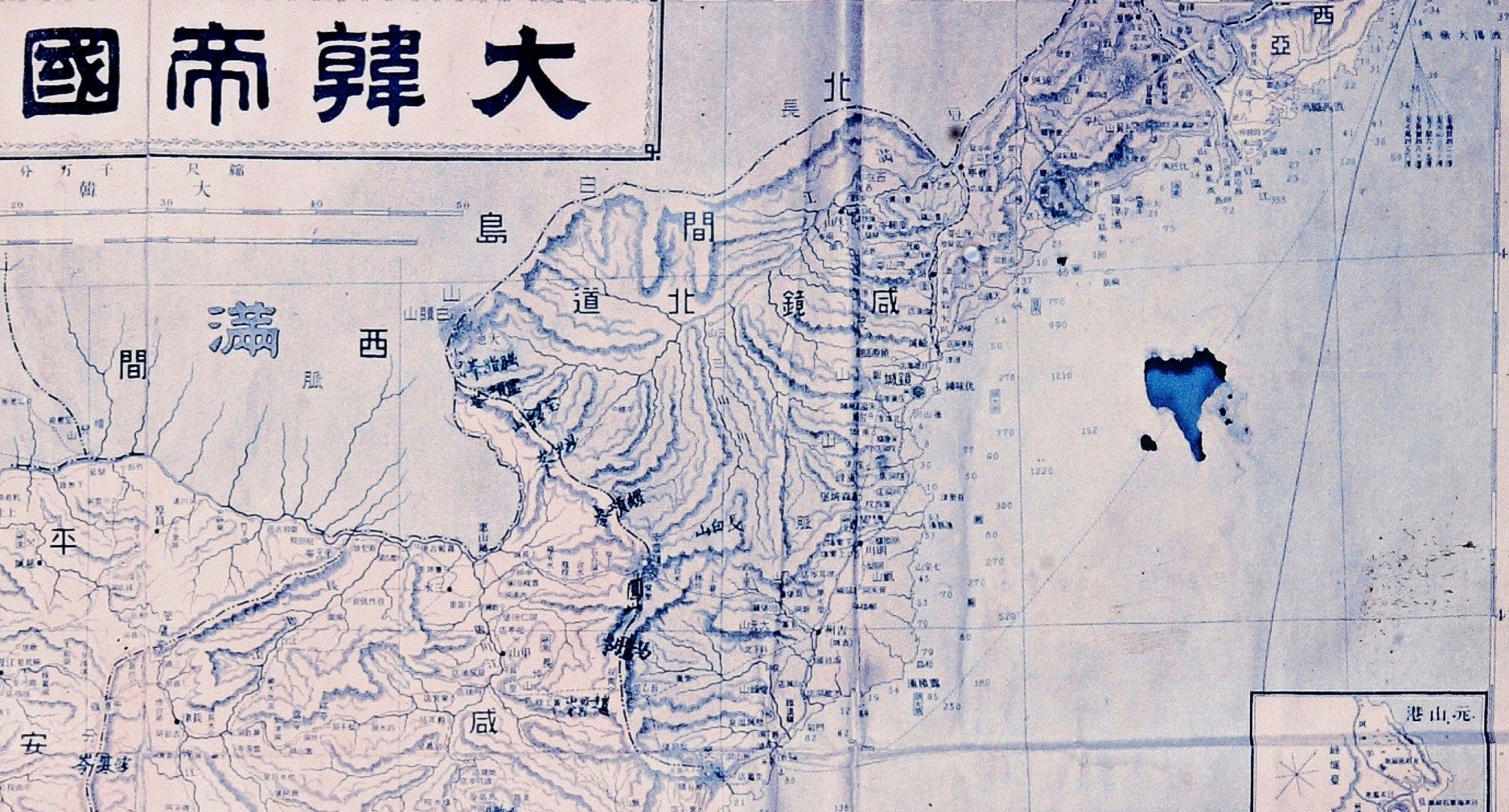
Jiandao, al norte de la península coreana en un mapa de 1700, que era la frontera natural entre Corea y la Gran China.

Jiandao o Chientao, conocido en coreano como Gando o Kando, es una región fronteriza histórica a lo largo de la orilla norte del río Tumen en la provincia de Jilin, noreste de China, que tiene una alta población de coreanos étnicos.
A principios del siglo XX, el Imperio japonés en expansión argumentó que los coreanos étnicos que vivían en esta área deberían estar bajo su jurisdicción. Como uno de sus primeros intentos de anexar el noreste de China y conquistar otras partes de China continental, las fuerzas imperiales japonesas en Corea invadieron Jiandao en 1907, pero Japón retiró sus fuerzas a Corea en 1909 y reconoció la frontera que estaba presente a lo largo del río Tumen antes de la invasión, bajo presión diplomática de China.
La Prefectura Autónoma Coreana de Yanbian de la actual provincia de Jilin cubre aproximadamente la misma región que la histórica Jiandao. La prefectura tiene un tamaño aproximado de 42.000 kilómetros cuadrados y alberga a unos 810.000 coreanos étnicos.
En China, Yanbian es el nombre que se usa, y Jiandao no se usa, debido a su asociación con la ocupación colonial japonesa. Tanto Corea del Norte como Corea del Sur reconocen a la región como parte de la República Popular China, pero hay algunos elementos nacionalistas en Corea del Sur que respaldan la idea de que la región debería ser parte de la Corea moderna. Estos grupos afirman que lo que sucedió en Jiandao entre 1907-1909 (invasión de Japón y posterior retirada) fue una transferencia ilegal de territorio coreano entre Japón y China.